# 야블라니차 (보스니아 헤르체고비나)

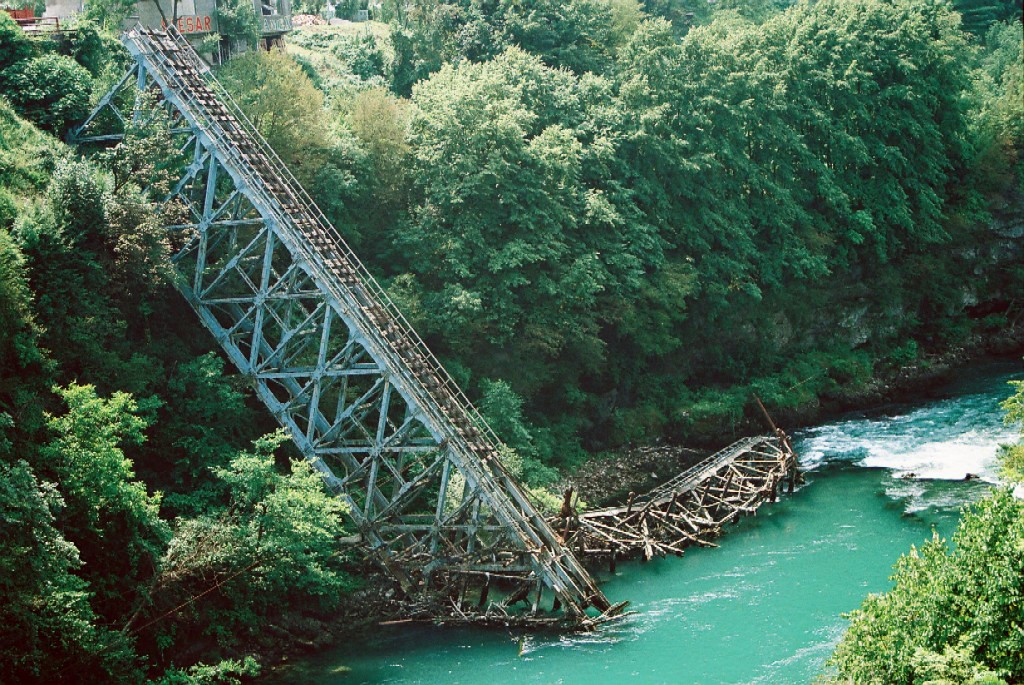
제2차 세계 대전 시기에 파괴된 야블라니차 철교

야블라니차의 위치

야블라니차(보스니아어: Jablanica, 크로아티아어: Jablanica, 세르비아어: Јабланица, Jablanica)는 보스니아 헤르체고비나의 도시로 면적은 301km2, 인구는 10,111명(2013년 기준), 인구 밀도는 35명/km2이다. 행정 구역상으로는 보스니아 헤르체고비나 연방에 속하는 주인 헤르체고비나네레트바 주에 위치하며 네레트바강과 접한다.
제2차 세계 대전이 진행 중이던 1943년 요시프 브로즈 티토가 이끄는 유고슬라비아 파르티잔 군단이 추축국 군대를 상대로 벌인 네레트바 전투로 유명한 곳이다. 이 과정에서 네레트바강 위를 지나가던 야블라니차 철교가 파괴되었다.